# Women Love Diamonds

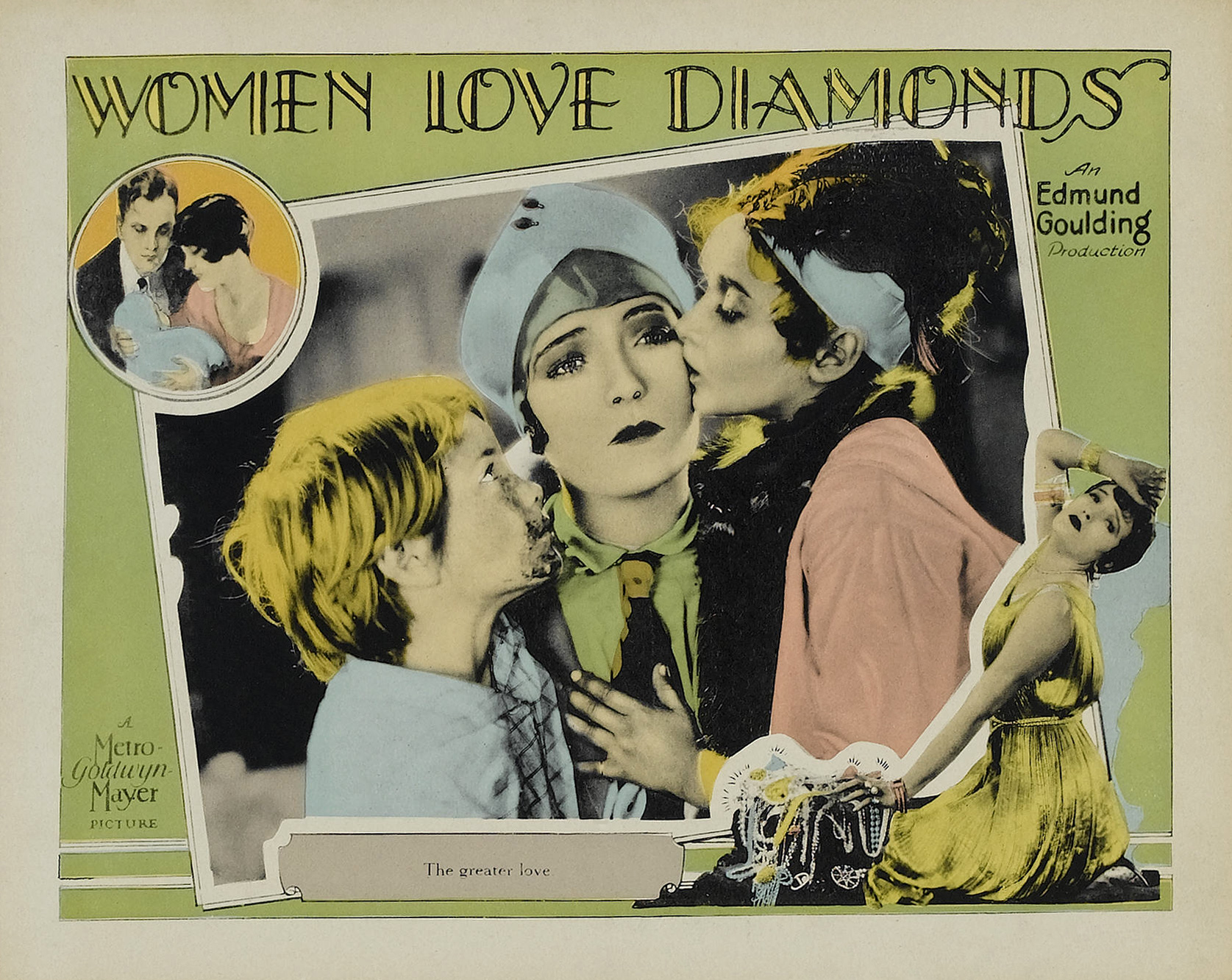
Carte promotionnelle du film

Women Love Diamonds est un film américain réalisé par Edmund Goulding et sorti en 1927.

## Synopsis
Mavis Ray est une jeune fille vivant avec sa mère et avec le soutien d'Hugo Harlan, qu'elle appelle son oncle. Elle est amoureuse de Jerry Croker-Kelley, et va avec lui rencontrer sa famille contre la volonté de Harlan. Mavis et Jerry envisagent de s'enfuir s'ils ne peuvent pas obtenir la permission de se marier. Mavis se retrouve mal à l'aise avec la famille de Jerry, qui vit simplement malgré sa richesse. Quand Harlan arrive à la maison, il prend Jerry à part, et tente de le pousser à abandonner sa relation avec Mavis.

## Fiche technique
- Réalisation  : Edmund Goulding
- Scénario : Lorna Moon, Waldemar Young, Edmund Goulding, Edwin Justus Mayer
- Production : Metro-Goldwyn-Mayer
- Distributeur : Loew's Inc.
- Photographie : Ray Binger (en)
- Montage : Hugh Wynn
- Durée : 70 minutes (7 bobines)[1]
- Date de sortie : 12 février 1927

## Distribution
- Pauline Starke : Mavis Ray
- Owen Moore : Patrick Michael Regan
- Lionel Barrymore : Hugo Harlan
- Cissy Fitzgerald : Mme. Ray
- Gwen Lee : Roberta Klein
- Douglas Fairbanks Jr. : Jerry Croker-Kelley
- Pauline Neff : Mme. Croker-Kelley
- Constance Howard : Dorothy Croker-Kelley
- George Cooper : Snub Flaherty
- Dorothy Phillips : Mme. Flaherty
- Charlotte Greenwood (non créditée)